# 西巴拿馬省
西巴拿馬省 （西班牙語：Provincia de Panamá Oeste）是巴拿馬的一個省，位於該國中部、巴拿馬運河以西，面向太平洋巴拿马湾。2014年1月1日成立。
面積2,786平方公里，2010年估計人口464,038人，首府拉喬雷拉。該省下分5縣、59市。